# Орловские епархиальные ведомости
«Орло́вские епархиа́льные ве́домости» («ОЕВ») — русский историко-религиозный журнал, официальное издание Орловской епархии, издававшийся в Орле с 1865 по 1919 гг.
Типовая программа «Епархиальных ведомостей» была разработана выпускником Орловской духовной семинарии Иннокентием (Борисовым Иваном Алексеевичем) — Херсонским архиепископом и утверждена Синодом. На её основе создавались программы каждой газеты. До учреждения «ОЕВ» материалы на историко-религиозную тему публиковала газета «Орловские губернские ведомости».

## История
Епископ Орловский и Севский Поликарп (Феодосий Иванович Радкевич) стоял у истоков создания первого православного издания в Орле. Издание журнала было важным для губернии для ведения борьбы с раскольниками, так как после отмены крепостного права многие крестьяне отказывались исполнять свои христианские обязанности православной церкви. Поликарп подал в Синод представление о разрешении издавать «Епархиальные ведомости». Решение о создании принял Синод в 1864 году, а 1-го января 1865 года вышел в свет первый номер «Орловских епархиальных ведомостей». Печатался в частной типолитографии И. С. Чичикаслова (первая частная типография в Орле, находилась на углу улицы Болховской и Дворянского переулка [на этом месте сегодня гостиница «Салют»]). Первым редактором журнала был протоиерей Пётр Полидоров — один из самых близких Поликарпу людей. Первоначально журнал имел три раздела: распоряжения священного Синода и постановления правительства, епархиальная хроника, назидательное чтение. Но со следующего года структуру приблизили к «Губернским ведомостям»: официальный раздел (распоряжения, епархиальные известия и другие официальные сведения) и неофициальный (известия, обращения архиереев к пастве, заметки, хроника, объявления и др.). С журналом тесно сотрудничал Орловский краевед, историк церкви, преподаватель духовной семинарии Г. М. Пясецкий. Он опубликовал более 50-ти исторических работ. В числе исторических публикаций статьи: «Материалы для истории Орловского края» и «О церковной иерархической зависимости Орловского края». После революции 1917 года «ОЕВ» выходили нерегулярно. Но даже в 1919 году в Орле (в городе, где была установлена Советская власть) было несколько выпусков.